# SN 2001cb
SN 2001cb – supernowa odkryta 25 marca 2001 roku w galaktyce A153844-0022. W momencie odkrycia miała maksymalną jasność 20,50m.